# Etanol anhidro
El Alcohol anhidro o Etanol anhidro (EA) es el compuesto químico obtenido a partir de deshidratación limpia (tamices moleculares) de alcohol rectificado, con un grado de pureza mínima de 99,6% v/v.
Sus principales usos son servir de materia prima para el alcohol potable, alcohol carburante, perfumería, industria farmacéutica, y la producción de disolventes. Se obtiene por deshidratación; el alcohol pasa por un sistema que elimina el agua restante. La mayoría de las plantas utilizan un tamiz molecular para capturar las partículas de agua contenidas en el etanol cuando éste sale del sistema de destilación. El alcohol puro, sin el agua, se llama alcohol anhidro.